# Wiebelsbach
Die ehemals selbständige Gemeinde Wiebelsbach ist seit 1971 ein Stadtteil von Groß-Umstadt im südhessischen Landkreis Darmstadt-Dieburg. Er besteht aus den Ortsteilen Wiebelsbach und dem am 1. Januar 1961 eingemeindeten Ort Frau-Nauses.

## Geographie
Das Dorf Wiebelsbach liegt am östlichen Fuße des Otzbergs, in einem kleinen nach Nord-Ost geöffneten Talkessel. Es ist ein ruhiger Ort, der bedingt durch seine Lage am Übergang des Odenwaldes zum Rhein-Main-Gebiet und die gute Verkehrsanbindung in die nahe gelegenen Großstädte als Wohnort von Pendlern dient. Der Stadtteil Wiebelsbach besteht aus der Gemarkungen Frau Nauses, und Wiebelsbach. In der Gemarkung Wiebelsbach liegen die folgenden aktuellen bzw. historischen Siedlungsplätze:
- Wüstung Nalsbach[5]
- Siedlung Wiebelsbach-Heubach[6]

## Geschichte

### Ortsgeschichte
Die älteste bekannte schriftliche Erwähnung von Wiebelsbach erfolgte unter dem Namen Wubelspach im Jahr 1303.
Es handelt sich bei dem Dokument um einen Kaufvertrag, in dem ein Ehepaar aus dem benachbarten Dorf Heubach dem Kloster Höchst Land für 9 Heller verkauft. Als Lagebezeichnung des betroffenen Landstücks wird angegeben, dass es gen Wubelspach liegt. In der Folgezeit änderte sich der Name des Dorfes immer wieder, so wurde es beispielsweise im 14. Jahrhundert als Webelsbach und Niderwibbelsbach bezeichnet, im 15. Jahrhundert dann als Wobelspach und Wibelspach. Der heutige Name taucht erstmals Anfang des 19. Jahrhunderts auf.
Wie alle umliegenden Orte gehörte Wiebelsbach dem Kloster Fulda, welches das Gebiet um Groß-Umstadt 766 n. Chr. von König Pippin geschenkt bekam. Bis 1521 gehörte Ober-Nauses zur Zent Umstadt. 1521 wurde es infolge des  Landshuter Erbfolgekriegs dem kurpfälzischen Oberamt Otzberg zugesprochen. Der Dreißigjährige Krieg führte zu großen Verwüstungen und Not und Elend auch im Gebiet um Wiebelsbach herum. Nur knapp entging das Dorf dem Schicksal anderer umliegender Ansiedlungen (wie Nalsbach, Unrode), die nach dem Ende des Krieges völlig ausgestorben waren. 1633 lebten von den ehemals 17 Familien (83 Personen) nur noch 2 Familien im Dorf. Die Ansiedlung wurde dennoch nicht aufgegeben und im Jahr 1784 lebten bereits wieder 144 Personen dort.
Das Oberamt Otzberg fiel 1803 infolge des Reichsdeputationshauptschlusses an die Landgrafschaft Hessen-Darmstadt. Mit dem Tauschvertrag zwischen der Hessen-Darmstadt und dem Herren von Löwenstein-Wertheim vom 5. Februar 1805 kam es zum Amt Habitzheim, das 1806 durch die Rheinbundakte an das Großherzogtum Hessen fiel. Die Niedere Gerichtsbarkeit blieb bis 1822 bei den Herren Löwenstein-Wertheim.
Die Statistisch-topographisch-historische Beschreibung des Großherzogthums Hessen berichtet 1829 über Wiebelsbach:

„Wiebelsbach (L. Bez. Breuberg) reform. Filialdorf; liegt 2 St. von Breuberg, zunächst beim Otzberg und gehört dem Fürsten von Löwenstein–Wertheim–Rosenberg. Der Ort besteht aus 53 Häusern und hat 335 Einw., die außer 20 Luth. und 53 Kath. reformirt sind. Unweit Wiebelsbach, gegen Lengfeld lag Nalsbach, von welchem sich eine adelige Familie Bach von Nalsbach nannte. Dieser Ort existirte noch 1569, und die Gegend ist noch unter dem Namen Nalsbüch bekannt. Die von Habern waren von den Herrn von Bickenbach mit mehreren Güterstücken zu Wiebelsbach belehnt. Der Ort kam 1802 von Pfalz an Hessen und 1805 tauschweise an Löwenstein, bis er 1806 unter Hess. Hoheit kam.“

Das kleine Dorf lag abseits größerer Verkehrswege und war nur durch einen Feldweg mit der nächstgrößeren Siedlung Groß-Umstadt verbunden. Die Reise in die nahe gelegene großherzogliche Residenzstadt Darmstadt war beschwerlich, erst um 1840 gab es zweimal wöchentlich die Möglichkeit, auf einem Transportwagen eines Fuhrunternehmers aus Groß-Umstadt nach Darmstadt zu reisen. Im Jahre 1836 wurde mit dem Bau einer Provinzialstraße von Darmstadt über Groß-Umstadt nach Höchst im Odenwald begonnen. Die Straße wurde 1843 fertiggestellt und belebte Handel und Handwerk in der gesamten Region.
Mit dem Bau der Odenwaldbahn in den Jahren 1870/1871 stieg Wiebelsbach zu einem wichtigen Knotenpunkt im Eisenbahnverkehr des Großherzogtums auf. Der Grund für die Wahl Wiebelsbachs als Knotenpunkt war das Ziel der großherzoglichen Regierung, den Verkehr aus dem Odenwald in die Residenzstadt Darmstadt zu leiten. Groß-Umstadt war zu dieser Zeit bereits über Gleise sowohl mit Darmstadt als auch mit dem preußischen Frankfurt verbunden, die direkte Umsteigemöglichkeit nach Frankfurt am Main war durch die gewählte Streckenführung verhindert. Das heutige Bahnhofsgebäude wurde Anfang des 20. Jahrhunderts errichtet und ersetzte das erste Gebäude von 1884.
Durch den Eisenbahnverkehr veränderte sich das Dorf. Zuvor war Wiebelsbach landwirtschaftlich geprägt, die Einwohner stammten größtenteils aus schon immer im Dorf lebenden Familien. Mit dem Bau von Wohnhäusern für Bahnbedienstete von auswärts zogen erstmals viele „Fremde“ nach Wiebelsbach. In den goldenen Zeiten der Eisenbahn bot der Bahnhof 130 Einwohnern im Dorf Arbeit.
Durch die Nähe zu den großen Ballungsgebieten Frankfurt, Darmstadt und Mannheim bekam auch Wiebelsbach die Auswirkungen der Luftangriffe des Zweiten Weltkriegs zu spüren. Der Bahnhof war ab 1944 mehrfach Ziel alliierter Bomben. Durch die starken Zerstörungen in den umliegenden Großstädten wurden über 100 Personen in Wiebelsbach als Ausgebombte untergebracht. Der Zweite Weltkrieg endete in Wiebelsbach mit dem Einmarsch amerikanischer Soldaten am 26. März 1945, die das Dorf auf dem Weg entlang der B 45 Richtung Höchst besetzten.
1961 wurde der Ort Frau-Nauses nach Wiebelsbach eingemeindet.
Hessische Gebietsreform (1970–1977)
Im Zuge der Gebietsreform in Hessen gab Wiebelsbach selbst am 31. Dezember 1971 seine Unabhängigkeit auf und wurde ein Stadtteil von Groß-Umstadt. In einer zuvor durchgeführten Volksbefragung sprach sich die überwältigende Mehrheit der Einwohner gegen den Anschluss an die Gemeinde Otzberg aus.  Für die Kernstadt Umstadt und die Stadtteile Dorndiel, Heubach, Kleestadt, Klein-Umstadt, Raibach, Richen, Semd und Wiebelsbach wurden errichtet.

### Verwaltungsgeschichte im Überblick
Die folgende Liste zeigt die Staaten und Verwaltungseinheiten, denen Wiebelsbach angehört(e):
- vor 1390: Heiliges Römisches Reich, Kloster Fulda Zent Umstadt (Kondominat)
- ab 1390: Heiliges Römisches Reich, Kurpfalz (durch Kauf; bis 1427 an Herrschaft Hanau verpfändet), Zent Umstadt
- ab 1524: Heiliges Römisches Reich, Kurpfalz, Oberamt Otzberg
- ab 1777: Heiliges Römisches Reich, Kurfürstentum Pfalzbayern (durch Erbfall), Pfalzgrafschaft bei Rhein, Oberamt Otzberg
- ab 1803: Heiliges Römisches Reich, Landgrafschaft Hessen-Darmstadt,[Anm. 2] Oberamt Otzberg
- ab 1805: Heiliges Römisches Reich, Herren von Löwenstein-Wertheim (durch Tausch), Amt Habitzheim
- ab 1806: Großherzogtum Hessen,[Anm. 3] Fürstentum Starkenburg, Fürstentum Starkenburg, Amt Habitzheim (Niedere Gerichtsbarkeit weiter bei Löwenstein-Wertheim)
- ab 1815: Großherzogtum Hessen[Anm. 4], Provinz Starkenburg, Amt Habitzheim (zur Standesherrschaft Löwenstein-Wertheim gehörig)
- ab 1822: Großherzogtum Hessen, Provinz Starkenburg, Landratsbezirk Breuberg[Anm. 5]
- ab 1848: Großherzogtum Hessen, Regierungsbezirk Erbach
- ab 1852: Großherzogtum Hessen, Provinz Starkenburg, Kreis Neustadt
- ab 1871: Deutsches Reich, Großherzogtum Hessen, Provinz Starkenburg, Kreis Neustadt
- ab 1874: Großherzogtum Hessen, Provinz Starkenburg, Kreis Dieburg
- ab 1918: Deutsches Reich (Weimarer Republik), Volksstaat Hessen, Provinz Starkenburg, Kreis Dieburg
- ab 1938: Deutsches Reich, Volksstaat Hessen, Landkreis Dieburg
- ab 1938: Deutsches Reich, Volksstaat Hessen, Landkreis Dieburg[13][Anm. 6]
- ab 1945: Deutsches Reich, Amerikanische Besatzungszone,[Anm. 7] Groß-Hessen, Regierungsbezirk Darmstadt, Landkreis Dieburg
- ab 1946: Deutsches Reich, Amerikanische Besatzungszone, Land Hessen, Regierungsbezirk Darmstadt, Landkreis Dieburg
- ab 1949: Bundesrepublik Deutschland, Land Hessen, Regierungsbezirk Darmstadt, Landkreis Dieburg
- ab 1971: Bundesrepublik Deutschland, Land Hessen, Regierungsbezirk Darmstadt, Landkreis Dieburg, Stadt Groß-Umstadt[Anm. 8]
- ab 1977: Bundesrepublik Deutschland, Land Hessen, Regierungsbezirk Darmstadt, Landkreis Darmstadt-Dieburg, Stadt Groß-Umstadt

## Bevölkerung

### Einwohnerstruktur 2011
Nach den Erhebungen des Zensus 2011 lebten am Stichtag dem 9. Mai 2011 in Wiebelsbach 1074 Einwohner. Darunter waren 57 (5,3 %) Ausländer.
Nach dem Lebensalter waren 183 Einwohner unter 18 Jahren, 453 waren zwischen 18 und 49, 237 zwischen 50 und 64 und 201 Einwohner waren älter. Die Einwohner lebten in 441 Haushalten. Davon waren 126 Singlehaushalte, 117 Paare ohne Kinder und 156 Paare mit Kindern, sowie 36 Alleinerziehende und 6 Wohngemeinschaften. In 87 Haushalten lebten ausschließlich Senioren und in 288 Haushaltungen leben keine Senioren.

### Einwohnerentwicklung
| • 1633: | 93 Einwohner             |
| • 1829: | 335 Einwohner, 53 Häuser |

| Wiebelsbach: Einwohnerzahlen von 1784 bis 2019 | Wiebelsbach: Einwohnerzahlen von 1784 bis 2019 | Wiebelsbach: Einwohnerzahlen von 1784 bis 2019 | Wiebelsbach: Einwohnerzahlen von 1784 bis 2019 | Wiebelsbach: Einwohnerzahlen von 1784 bis 2019 |
| --- | ---------------------------------------------- | ---------------------------------------------- | ---------------------------------------------- | ---------------------------------------------- |
| Jahr |                                                |                                                |                                                | Einwohner                                      |
| 1784 | 1784                                           |                                                | 144                                            | 144                                            |
| 1829 | 1829                                           |                                                | 335                                            | 335                                            |
| 1834 | 1834                                           |                                                | 398                                            | 398                                            |
| 1840 | 1840                                           |                                                | 392                                            | 392                                            |
| 1846 | 1846                                           |                                                | 427                                            | 427                                            |
| 1852 | 1852                                           |                                                | 358                                            | 358                                            |
| 1858 | 1858                                           |                                                | 384                                            | 384                                            |
| 1864 | 1864                                           |                                                | 373                                            | 373                                            |
| 1871 | 1871                                           |                                                | 481                                            | 481                                            |
| 1875 | 1875                                           |                                                | 429                                            | 429                                            |
| 1885 | 1885                                           |                                                | 451                                            | 451                                            |
| 1895 | 1895                                           |                                                | 462                                            | 462                                            |
| 1905 | 1905                                           |                                                | 549                                            | 549                                            |
| 1910 | 1910                                           |                                                | 603                                            | 603                                            |
| 1925 | 1925                                           |                                                | 646                                            | 646                                            |
| 1939 | 1939                                           |                                                | 672                                            | 672                                            |
| 1946 | 1946                                           |                                                | 945                                            | 945                                            |
| 1950 | 1950                                           |                                                | 962                                            | 962                                            |
| 1956 | 1956                                           |                                                | 958                                            | 958                                            |
| 1961 | 1961                                           |                                                | 975                                            | 975                                            |
| 1967 | 1967                                           |                                                | 1.033                                          | 1.033                                          |
| 1970 | 1970                                           |                                                | 958                                            | 958                                            |
| 1980 | 1980                                           |                                                | ?                                              | ?                                              |
| 1990 | 1990                                           |                                                | ?                                              | ?                                              |
| 2000 | 2000                                           |                                                | ?                                              | ?                                              |
| 2011 | 2011                                           |                                                | 1.047                                          | 1.047                                          |
| 2016 | 2016                                           |                                                | 1.179                                          | 1.179                                          |
| 2019 | 2019                                           |                                                | 1.174                                          | 1.174                                          |
| Datenquelle: Historisches Gemeindeverzeichnis für Hessen: Die Bevölkerung der Gemeinden 1834 bis 1967. Wiesbaden: Hessisches Statistisches Landesamt, 1968. Weitere Quellen: LAGIS; Stadt Groß-Umstadt; Zensus 2011 |                                                |                                                |                                                |                                                |

### Historische Religionszugehörigkeit
| • 1829: | 20 lutheranische (= 5,97 %), 262 reformierte (= 78,21 %) und 53 katholische (= 15,82 %) Einwohner |
| • 1961: | 685 evangelische (= 70,26 %) und 287 katholische (= 29,44 %) Einwohner                            |

## Regelmäßige Veranstaltungen

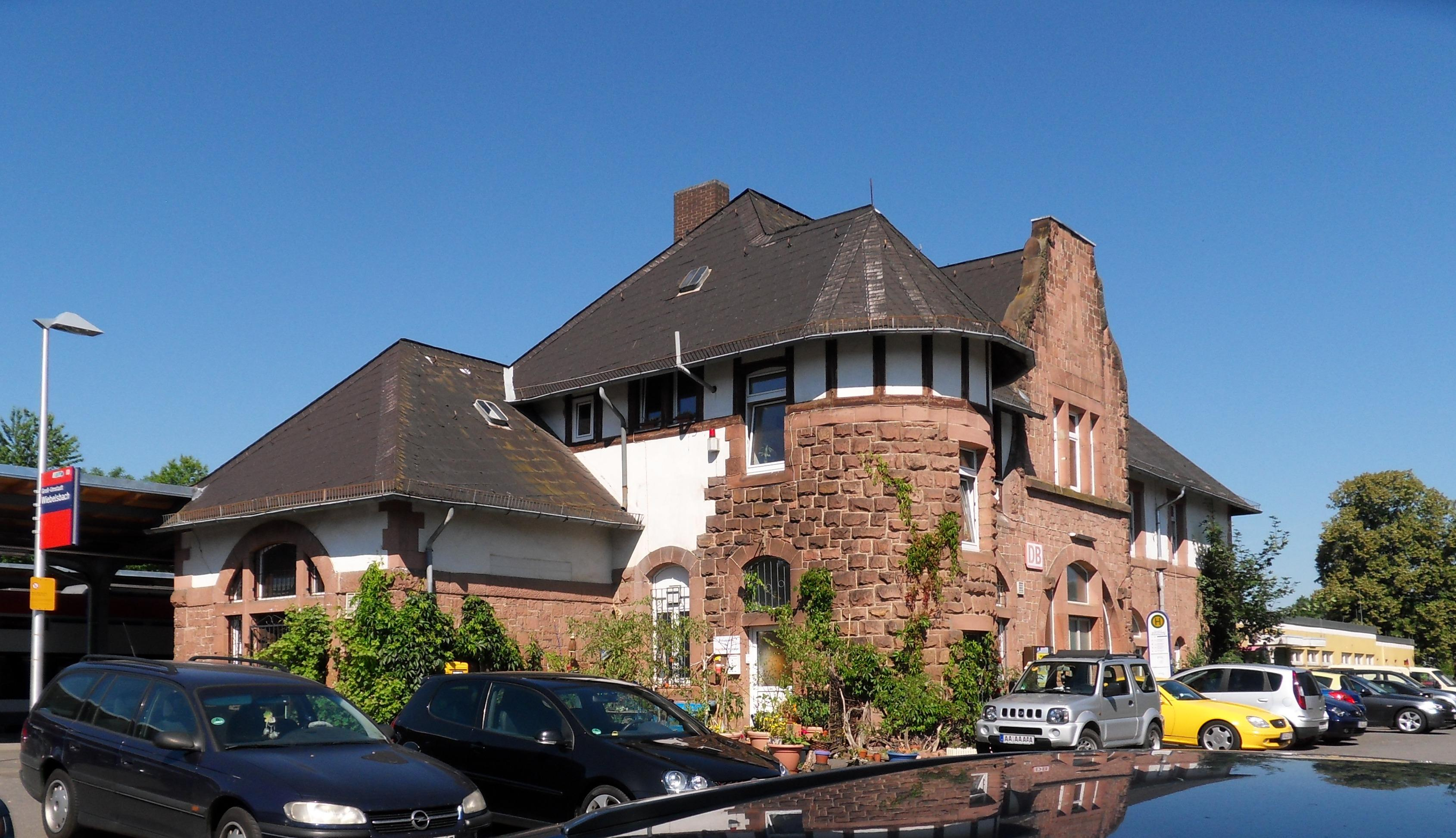
Bahnhof Groß-Umstadt Wiebelsbach, früher: Wiebelsbach-Heubach

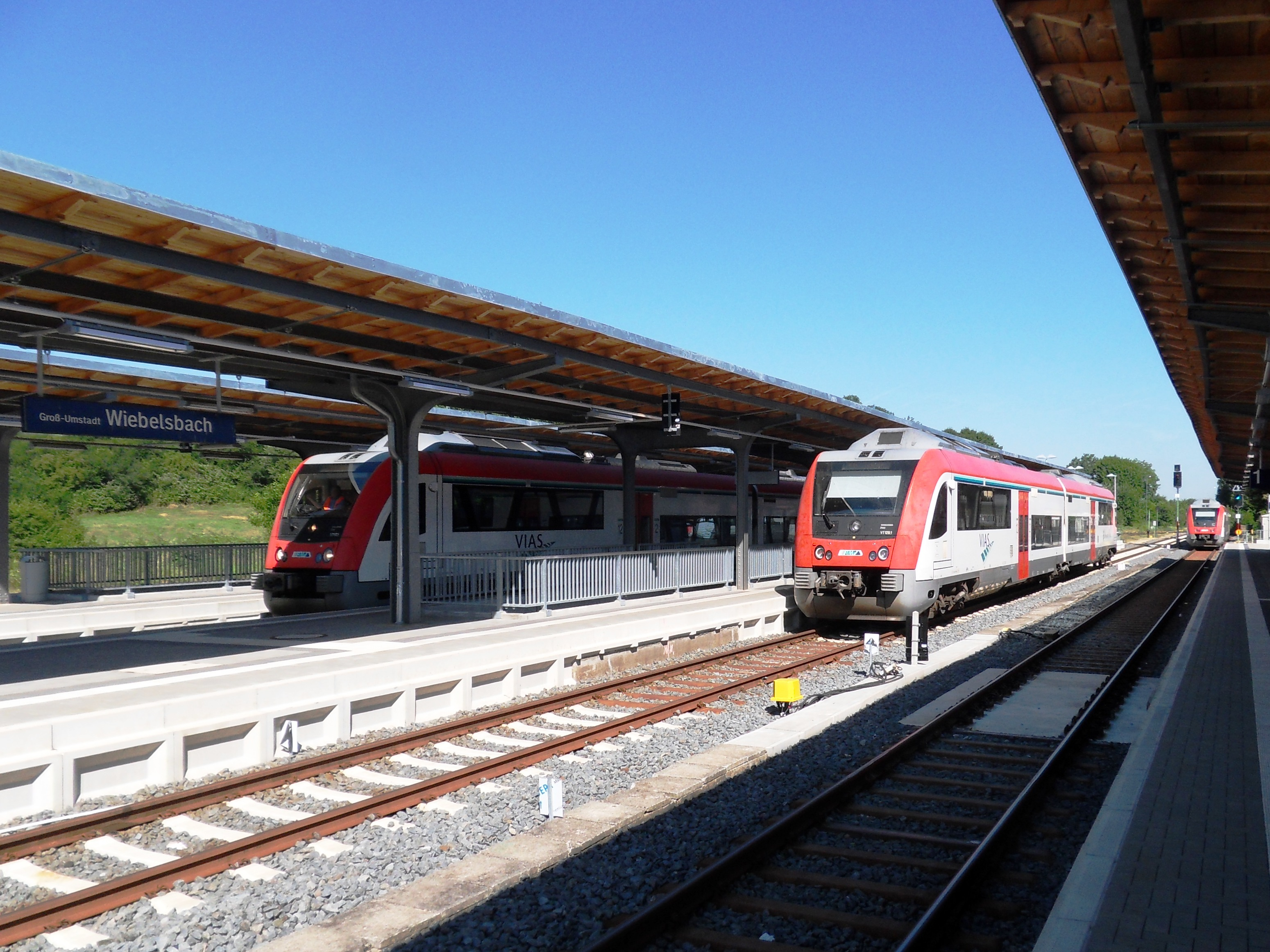
Bahnsteige in Wiebelsbach

- Januar: Winterwanderung
- Juni: Lindenfest
- September: Kerb[16]

## Politik
Ortsbeirat
Für Wiebelsbach besteht ein Ortsbezirk (Gebiete der ehemaligen Gemeinde Wiebelsbach) mit Ortsbeirat und Ortsvorsteher nach der Hessischen Gemeindeordnung. Der Ortsbeirat besteht aus fünf Mitgliedern. Bei den Kommunalwahlen in Hessen 2021 betrug die Wahlbeteiligung zum Ortsbeirat 53,68 %. Dabei wurden gewählt: ein Mitglied der SPD, ein Mitglied der CDU, drei Mitglieder der BVG (Bürgervereinigung Groß-Umstadt e. V.). Der Ortsbeirat wählte Karl-Heinz Prochaska (BVG) zum Ortsvorsteher.

## Wirtschaft und Infrastruktur

### Verkehr
Der Bahnhof Groß-Umstadt Wiebelsbach ist ein wichtiger Knotenpunkt im hessischen Regionalverkehr, welcher den Ort über die Odenwaldbahn mit allen Bahnhöfen zwischen Eberbach und Darmstadt/Frankfurt, sowie in Richtung Hanau verbindet. Er trug früher die Bezeichnung Wiebelsbach-Heubach und wurde 2005 in Groß-Umstadt-Wiebelsbach umbenannt. Auch nach der Übertragung des Streckenbetriebes von der Deutschen Bahn auf die VIAS GmbH im Jahre 2005 konnte Wiebelsbach seine Bedeutung als zentraler Umsteigebahnhof der Odenwaldbahn behaupten.
Wiebelsbach liegt im Verbundgebiet des Rhein-Main-Verkehrsverbund. Der Ort wird durch die Buslinien 671, 678, 681 und K69 mit Groß-Umstadt, Dieburg und Darmstadt verbunden.
Bezüglich der Straßenanbindung liegt Wiebelsbach verkehrsgünstig an der B 45. Sowohl die Kernstadt Groß-Umstadt als auch die Nachbargemeinde Höchst oder der Hauptort Lengfeld der Nachbargemeinde Otzberg sind etwa 5 km entfernt. Die Großstädte Darmstadt (etwa 25 km) und Frankfurt (etwa 40 km) sind ebenfalls leicht zu erreichen. Wiebelsbach selbst hat keine Durchgangsstraße.

### Öffentliche Einrichtungen
In Wiebelsbach gibt es als städtische Einrichtungen eine Grundschule, einen Friedhof und eine Mehrzweckhalle.
Die evangelische Kirche unterhält neben der Kirche noch ein Gemeindehaus und einen Kindergarten, die katholische Kirche Sankt Elisabeth wurde 1966 im Dorf errichtet.